# 1974-es Formula–1 belga nagydíj
A belga nagydíj volt az 1974-es Formula–1 világbajnokság ötödik futama.

## Futam
Belgiumban Regazzoninak köszönhetően ismét Ferrari indult az első helyről, Scheckter a második, Lauda a harmadik helyet szerezte meg. A verseny elején Regazzoni vezetett, míg Fittipaldi másodiknak jött fel az első kör végére. Később Lauda megelőzte Schecktert a harmadik helyért, végül második lett, mivel Regazzoni egy rosszul sikerült lekörözés miatt a fűre hajtott. A futamgyőzelem Emerson Fittipaldié lett.
| Helyezés | #  | Versenyző            | Csapat/Motor      | Körök | Idő/Kiesés oka      | Rajthely | Pontszám |
| -------- | -- | -------------------- | ----------------- | ----- | ------------------- | -------- | -------- |
| 1        | 5  | Emerson Fittipaldi   | McLaren-Ford      | 85    | 1:44:20,57          | 4        | 9        |
| 2        | 12 | Niki Lauda           | Ferrari           | 85    | + 0,35              | 3        | 6        |
| 3        | 3  | Jody Scheckter       | Tyrrell-Ford      | 85    | + 45,61             | 2        | 4        |
| 4        | 11 | Clay Regazzoni       | Ferrari           | 85    | + 52,02             | 1        | 3        |
| 5        | 14 | Jean-Pierre Beltoise | BRM               | 85    | + 1:08,05           | 7        | 2        |
| 6        | 6  | Denny Hulme          | McLaren-Ford      | 85    | + 1:10,54           | 12       | 1        |
| 7        | 33 | Mike Hailwood        | McLaren-Ford      | 84    | + 1 kör             | 13       |          |
| 8        | 26 | Graham Hill          | Lola-Ford         | 83    | + 2 kör             | 29       |          |
| 9        | 10 | Vittorio Brambilla   | March-Ford        | 83    | + 2 kör             | 31       |          |
| 10       | 41 | Tim Schenken         | Trojan-Ford       | 83    | + 2 kör             | 23       |          |
| 11       | 28 | John Watson          | Brabham-Ford      | 83    | + 2 kör             | 19       |          |
| 12       | 27 | Guy Edwards          | Lola-Ford         | 82    | + 3 kör             | 21       |          |
| 13       | 17 | Jean-Pierre Jarier   | Shadow-Ford       | 82    | + 3 kör             | 17       |          |
| 14       | 21 | Gijs van Lennep      | Iso Marlboro-Ford | 82    | + 3 kör             | 30       |          |
| 15       | 22 | Vern Schuppan        | Ensign-Ford       | 82    | + 3 kör             | 14       |          |
| 16       | 37 | François Migault     | BRM               | 82    | + 3 kör             | 25       |          |
| 17       | 34 | Teddy Pilette        | Brabham-Ford      | 81    | +4 kör              | 27       |          |
| 18       | 16 | Brian Redman         | Shadow-Ford       | 80    | Motorhiba           | 18       |          |
| Kiesett  | 2  | Jacky Ickx           | Lotus-Ford        | 72    | Túlmelegedés        | 16       |          |
| Kiesett  | 42 | Tom Pryce            | Token-Ford        | 66    | Ütközés             | 20       |          |
| Kiesett  | 7  | Carlos Reutemann     | Brabham-Ford      | 62    | Motorhiba           | 24       |          |
| Kiesett  | 1  | Ronnie Peterson      | Lotus-Ford        | 56    | Üzemanyag szivárgás | 5        |          |
| Kiesett  | 4  | Patrick Depailler    | Tyrrell-Ford      | 53    | Fék                 | 28       |          |
| Kiesett  | 19 | Jochen Mass          | Surtees-Ford      | 53    | Felfüggesztés       | 26       |          |
| Kiesett  | 43 | Gérard Larrousse     | Brabham-Ford      | 53    | Gumi                | 11       |          |
| Kiesett  | 18 | Carlos Pace          | Surtees-Ford      | 50    | Meghajtás           | 8        |          |
| Kiesett  | 8  | Rikky von Opel       | Brabham-Ford      | 49    | Motorhiba           | 22       |          |
| Kiesett  | 24 | James Hunt           | Hesketh-Ford      | 45    | Baleset             | 9        |          |
| Kiesett  | 20 | Arturo Merzario      | Iso Marlboro-Ford | 29    | Erőátvitel          | 6        |          |
| Kiesett  | 15 | Henri Pescarolo      | BRM               | 12    | Ütközés             | 15       |          |
| Kiesett  | 9  | Hans-Joachim Stuck   | March-Ford        | 6     | Kuplung             | 10       |          |
| NK       | 44 | Leo Kinnunen         | Surtees-Ford      |       |                     |          |          |

## Statisztikák
Vezető helyen:
- Clay Regazzoni: 38 (1-38)
- Emerson Fittipaldi: 47 (39-85)

Emerson Fittipaldi 11. győzelme, Clay Regazzoni 4. pole-pozíciója, Denny Hulme 8. leggyorsabb köre.
- McLaren 11. győzelme.

Tom Pryce első versenye.